# Nirvana suturalis
Nirvana suturalis är en insektsart som beskrevs av Melichar 1903. Nirvana suturalis ingår i släktet Nirvana och familjen dvärgstritar. Inga underarter finns listade i Catalogue of Life.